# West Dorset
West Dorset is een plaats in het graafschap Dorset, district Dorset en telt 92.360 inwoners. De oppervlakte bedraagt 1082 km².
Van de bevolking is 24,5% ouder dan 65 jaar. De werkloosheid bedraagt 1,9% van de beroepsbevolking (cijfers volkstelling 2001).

## Plaatsen in West Dorset
- Beaminster
- Bridport
- Dorchester
- Lyme Regis
- Sherborne